# Строкачі
Строкачі́ —  село в Україні, в Кременчуцькому районі Полтавської області. Населення становить 130 осіб. Колишній орган місцевого самоврядування — Пузирівська сільська рада.

## Географія
Село Строкачі знаходиться за 6 км від лівого берега річки Сула, на краю великого болота в якому багато озер, в тому числі озера Худолевське Криве, Баклан, Коза, Сага. На відстані 1,5 км розташоване село Новий Калкаїв.

## Населення

### Мова
Розподіл населення за рідною мовою за даними перепису 2001 року:
| Мова       | Кількість | Відсоток |
| ---------- | --------- | -------- |
| українська | 126       | 96.92%   |
| російська  | 4         | 2.08%    |
| Усього     | 130       | 100%     |